# مارک نوولس
 مارک نوولس (انگلیسی: Mark Knowles؛ زاده ۴ سپتامبر ۱۹۷۱) یک تنیس‌باز اهل باهاما است.